# Films américains sortis en 1954
Listes de films américains
- 1950
- 1951
- 1952
- 1953
- 1954
- 1955
- 1956
- 1957
- 1958

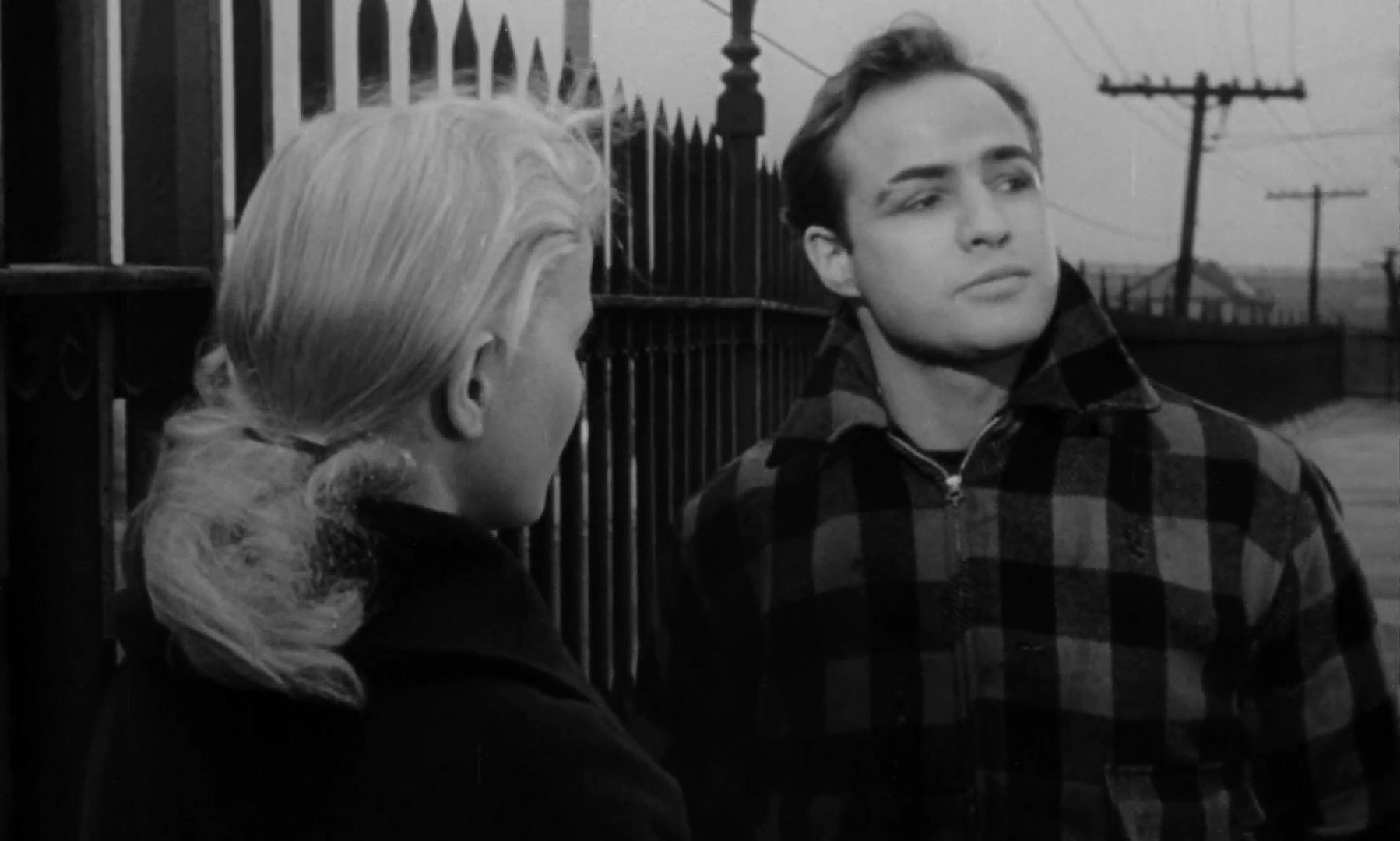
Eva Marie Saint (Edie Doyle) et Marlon Brando (Terry Malloy) dans Sur les quais (On the Waterfront)

Liste (non exhaustive) de films américains sortis en 1954.
Sur les quais (On the Waterfront) remporte l'Oscar du meilleur film à la 27e cérémonie des Oscars présentée par Bob Hope qui se tient le 30 mars 1955

## A-B (par ordre alphabétique des titres en anglais)
| Titre                        | Réalisateur          | Distribution                                                             | Genre             | Notes/Studio                          |
| ---------------------------- | -------------------- | ------------------------------------------------------------------------ | ----------------- | ------------------------------------- |
| 3 Ring Circus                | Joseph Pevney        | Dean Martin, Jerry Lewis, Zsa Zsa Gabor, Joanne Dru                      | Comédie musicale  |                                       |
| 20,000 Leagues Under the Sea | Richard Fleischer    | Kirk Douglas, James Mason, Paul Lukas, Peter Lorre                       | Aventure          |                                       |
| About Mrs. Leslie            | Daniel Mann          | Shirley Booth, Robert Ryan                                               | Drame             |                                       |
| Alaska Seas                  | Jerry Hopper         | Robert Ryan, Brian Keith, Jan Sterling                                   | Film policier     |                                       |
| Apache                       | Robert Aldrich       | Burt Lancaster, Jean Peters, John McIntire, Charles Bronson, John Dehner | Western           |                                       |
| Athena                       | Richard Thorpe       | Jane Powell, Debbie Reynolds, Virginia Gibson                            | Film musical      |                                       |
| The Atomic Kid               | Leslie H. Martinson  | Mickey Rooney, Robert Strauss                                            | Comédie           |                                       |
| Baby Buggy Bunny             |                      |                                                                          | Dessin animé      |                                       |
| The Barefoot Contessa        | Joseph L. Mankiewicz | Humphrey Bogart, Ava Gardner, Rossano Brazzi, Edmond O'Brien             | Drame             | Oscar du meilleur acteur pour O'Brien |
| Beachhead                    | Stuart Heisler       | Tony Curtis, Frank Lovejoy, Mary Murphy                                  | Film de guerre    |                                       |
| Beau Brummell                | Curtis Bernhardt     | Stewart Granger, Elizabeth Taylor, Peter Ustinov                         | Film biographique |                                       |
| Beautiful Stranger           | David Miller         | Ginger Rogers, Herbert Lom, Stanley Baker                                | Film à énigme     | Aussi titré Twist of Fate             |
| Betrayed                     | Gottfried Reinhardt  | Clark Gable, Lana Turner, Victor Mature                                  | Drame             |                                       |
| The Black Knight             | Tay Garnett          | Alan Ladd, Patricia Medina, Peter Cushing                                | Aventure          |                                       |
| The Black Shield of Falworth | Rudolph Mate         | Tony Curtis, Janet Leigh                                                 | Aventure          |                                       |
| Black Tuesday                | Hugo Fregonese       | Edward G. Robinson, Peter Graves                                         | Drame policier    |                                       |
| Black Widow                  | Nunnally Johnson     | Ginger Rogers, Van Heflin, Gene Tierney, George Raft                     | Thriller          |                                       |
| The Bounty Hunter            | André de Toth        | Randolph Scott, Marie Windsor                                            | Western           |                                       |
| The Bridges at Toko-Ri       | Mark Robson          | William Holden, Grace Kelly, Fredric March, Mickey Rooney                | Film de guerre    |                                       |
| Brigadoon                    | Vincente Minnelli    | Gene Kelly, Van Johnson, Cyd Charisse                                    | Film musical      |                                       |
| Broken Lance                 | Edward Dmytryk       | Spencer Tracy, Robert Wagner, Richard Widmark, Katy Jurado               | Western           |                                       |
| Bugs and Thugs               | Friz Freleng         |                                                                          | Dessin animé      |                                       |

## C-D
| Titre                          | Réalisateur           | Distribution                                                                                          | Genre                    | Notes                                                              |
| ------------------------------ | --------------------- | --- | ------------------------ | ------------------------------------------------------------------ |
| The Caine Mutiny               | Edward Dmytryk        | Humphrey Bogart, José Ferrer, Van Johnson, Fred MacMurray, Robert Francis, E. G. Marshall, Lee Marvin | Film de guerre, Drame    | D'après le roman d'Herman Wouk; 7 nominations aux Oscars du cinéma |
| Carmen Jones                   | Otto Preminger        | Harry Belafonte, Dorothy Dandridge                                                                    | Film musical             |                                                                    |
| Carnival Story                 | Kurt Neumann          | Anne Baxter, Steve Cochran                                                                            | Drame                    |                                                                    |
| Casanova's Big Night           | Norman Z. McLeod      | Bob Hope, Joan Fontaine, Basil Rathbone                                                               | Comédie                  |                                                                    |
| Casino Royale                  | William H. Brown, Jr. | Barry Nelson, Peter Lorre                                                                             | James Bond               | De la série télévisée Climax                                       |
| Cattle Queen of Montana        | Allan Dwan            | Barbara Stanwyck, Ronald Reagan                                                                       | Western                  |                                                                    |
| The Country Girl               | George Seaton         | Bing Crosby, Grace Kelly, William Holden                                                              | Drame                    | Oscar du meilleur acteur pour Kelly                                |
| Crash of the Moons             | Hollingsworth Morse   | Richard Crane, Sally Mansfield                                                                        | Science-fiction          |                                                                    |
| Creature from the Black Lagoon | Jack Arnold           | Richard Carlson, Julie Adams, Richard Denning                                                         | Science-fiction          |                                                                    |
| Crime Wave                     | André de Toth         | Sterling Hayden, Gene Nelson, Ted de Corsia, Phyllis Kirk                                             | Drame policier           |                                                                    |
| Crossed Swords                 | Milton Krims          | Errol Flynn, Gina Lollobrigida                                                                        | Film de cape et d'épée   | Coproduit avec l'Italie                                            |
| Dangerous Mission              | Louis King            | Victor Mature, Piper Laurie                                                                           | Thriller                 |                                                                    |
| Deep in My Heart               | Stanley Donen         | José Ferrer, Merle Oberon, Walter Pidgeon                                                             | Film musical, biographie | Histoire de Sigmund Romberg                                        |
| Demetrius and the Gladiators   | Delmer Daves          | Victor Mature, Susan Hayward, Debra Paget, Anne Bancroft                                              | Aventure                 |                                                                    |
| Désirée                        | Henry Koster          | Marlon Brando, Jean Simmons, Merle Oberon                                                             | Film historique          |                                                                    |
| Devil May Hare                 |                       | Bugs Bunny                                                                                            | dessin animé             |                                                                    |
| Dial M for Murder              | Alfred Hitchcock      | Grace Kelly, Ray Milland, Robert Cummings, John Williams                                              | Suspense                 | D'après la pièce de Frederick Knott                                |
| Dixieland Droopy               |                       | | Dessin animé             |                                                                    |
| Dog Pounded                    |                       | | Animation                |                                                                    |
| Down Three Dark Streets        | Arnold Laven          | Broderick Crawford, Ruth Roman                                                                        | Drame policier           |                                                                    |
| Downhearted Duckling           |                       | | Dessin animé             |                                                                    |
| Drive a Crooked Road           | Richard Quine         | Mickey Rooney, Dianne Foster, Kevin McCarthy                                                          | Film policier            |                                                                    |
| Drum Beat                      | Delmer Daves          | Alan Ladd, Audrey Dalton, Marisa Pavan                                                                | Western                  |                                                                    |

## E-K
| Titre                                                 | Réalisateur                 | Dstributeur | Genre               | Notes                                                                  |
| ----------------------------------------------------- | --------------------------- | --- | ------------------- | ---------------------------------------------------------------------- |
| The Egyptian                                          | Michael Curtiz              | Jean Simmons, Victor Mature, Gene Tierney, Peter Ustinov                                                        | Aventure            |                                                                        |
| Elephant Walk                                         | William Dieterle            | Elizabeth Taylor, Dana Andrews, Peter Finch                                                                     | Aventure            |                                                                        |
| Executive Suite                                       | Robert Wise                 | William Holden, Barbara Stanwyck, Fredric March, June Allyson, Walter Pidgeon, Paul Douglas, Shelley Winters    | Drame               | 4 nominations aux Oscars du cinéma; rare film d'Hollywood sans musique |
| Flame and the Flesh                                   | Richard Brooks              | Lana Turner, Pier Angeli                                                                                        | Drame               |                                                                        |
| The French Line                                       | Lloyd Bacon                 | Jane Russell, Gilbert Roland                                                                                    | Film musical        |                                                                        |
| Garden of Evil                                        | Henry Hathaway              | Gary Cooper, Susan Hayward, Richard Widmark                                                                     | Western             |                                                                        |
| The Glenn Miller Story                                | Anthony Mann                | James Stewart, June Allyson, Charles Drake                                                                      | Film biographique   |                                                                        |
| Gog                                                   | Herbert L. Strock           | Richard Egan, Herbert Marshall                                                                                  | Science-fiction     |                                                                        |
| Green Fire                                            | Andrew Marton               | Grace Kelly, Stewart Granger, Paul Douglas                                                                      | Aventure            |                                                                        |
| Hansel and Gretel: An Opera Fantasy                   |                             | | Animation en volume |                                                                        |
| Hell and High Water                                   | Samuel Fuller               | Richard Widmark, Bella Darvi                                                                                    | Drame               |                                                                        |
| Hell Below Zero                                       | Mark Robson                 | Alan Ladd, Stanley Baker, Joan Tetzel                                                                           | Aventure            |                                                                        |
| The High and the Mighty                               | William Wellman             | John Wayne, Robert Stack, Laraine Day, Claire Trevor, Jan Sterling, Robert Newton, Sidney Blackmer, Phil Harris | Drame               | 6 nominations aux Oscars; Remporte le prix de la meilleure bande son   |
| Highway Dragnet                                       | Nathan Juran                | Richard Conte, Joan Bennett, Wanda Hendrix                                                                      | Drame policier      |                                                                        |
| His Majesty O'Keefe                                   | Byron Haskin                | Burt Lancaster, Joan Rice, André Morell                                                                         | Aventure            |                                                                        |
| The House in the Middle                               |                             | | Court métrage       | Film de 12 minutes sur la défense civile                               |
| Human Desire                                          | Fritz Lang                  | Glenn Ford, Gloria Grahame, Broderick Crawford                                                                  | Suspense            |                                                                        |
| Inauguration of the Pleasure Dome                     | Kenneth Anger               | Anaïs Nin | Drame               | Film de 38 minutes                                                     |
| It Should Happen to You                               | George Cukor                | Judy Holliday, Peter Lawford, Jack Lemmon                                                                       | Comédie             | Premier film de Lemmon                                                 |
| Jail Bait                                             | Ed Wood                     | Dolores Fuller, Steve Reeves                                                                                    | Drame               |                                                                        |
| Johnny Guitare (Johnny Guitar)                        | Nicholas Ray                | Joan Crawford, Sterling Hayden, Mercedes McCambridge                                                            | Western             |                                                                        |
| Killers from Space                                    | W. Lee Wilder               | Peter Graves, James Seay                                                                                        | Science-fiction     |                                                                        |
| Richard Cœur de Lion (King Richard and the Crusaders) | David Butler                | Rex Harrison, Virginia Mayo, George Sanders                                                                     | Aventure            |                                                                        |
| Knock on Wood                                         | Melvin Frank, Norman Panama | Danny Kaye, Mai Zetterling                                                                                      | Comédie             |                                                                        |

## L-R
| Titre                                           | Réalisateur        | Distribution                                                          | Genre                      | Notes                                                                                 |
| ----------------------------------------------- | ------------------ | --------------------------------------------------------------------- | -------------------------- | ------------------------------------------------------------------------------------- |
| The Last Time I Saw Paris                       | Richard Brooks     | Van Johnson, Elizabeth Taylor, Donna Reed                             | Film d'amour               |                                                                                       |
| A Life at Stake                                 | Paul Guilfoyle     | Angela Lansbury, Keith Andes, Douglas Dumbrille                       | Film noir                  |                                                                                       |
| Little School Mouse                             | Hanna-Barbera      | Tom and Jerry                                                         | Animation                  |                                                                                       |
| Living It Up                                    | Norman Taurog      | Dean Martin, Jerry Lewis, Janet Leigh                                 | Comédie                    | 11e film du tandem Martin and Lewis                                                   |
| La Roulotte du plaisir (The Long, Long Trailer) | Vincente Minnelli  | Lucille Ball, Desi Arnaz                                              | Comédie                    |                                                                                       |
| The Long Wait                                   | Victor Saville     | Anthony Quinn, Charles Coburn, Peggie Castle                          | Drame                      |                                                                                       |
| Loophole                                        | Harold Schuster    | Barry Sullivan, Dorothy Malone, Charles McGraw                        | Film noir                  |                                                                                       |
| The Mad Magician                                | John Brahm         | Vincent Price, Eva Gabor                                              | Thriller                   |                                                                                       |
| Magic Brush                                     |                    |                                                                       | Animation                  |                                                                                       |
| Magnificent Obsession                           | Douglas Sirk       | Rock Hudson, Jane Wyman, Agnes Moorehead, Barbara Rush                | Drame                      | Reprise du film de 1935                                                               |
| Man with the Steel Whip                         | Franklin Adreon    | Dick Simmons, Dale Van Sickel                                         | Western Serial             |                                                                                       |
| Monster from the Ocean Floor                    | Wyott Ordung       | Anne Kimbell, Stuart Wade                                             | Science-fiction            |                                                                                       |
| Naked Alibi                                     | Jerry Hopper       | Sterling Hayden, Gloria Grahame, Gene Barry                           | Drame policier             |                                                                                       |
| The Naked Jungle                                | Byron Haskin       | Charlton Heston, Eleanor Parker                                       | Aventure                   |                                                                                       |
| Night People                                    | Nunnally Johnson   | Gregory Peck, Broderick Crawford, Anita Björk                         | Drame                      |                                                                                       |
| On the Waterfront                               | Elia Kazan         | Marlon Brando, Eva Marie Saint, Karl Malden, Rod Steiger, Lee J. Cobb | Drame                      | D'après le roman de Budd Schulberg; Oscars pour Brando, Saint, Oscar du meilleur film |
| The Outcast                                     | William Witney     | John Derek, Joan Evans, Jim Davis                                     | Western                    |                                                                                       |
| Phantom of the Rue Morgue                       | Roy Del Ruth       | Karl Malden, Claude Dauphin, Patricia Medina                          | Film à énigme              |                                                                                       |
| Phffft!                                         | Mark Robson        | Judy Holliday, Jack Lemmon, Jack Carson                               | Comédie romantique         |                                                                                       |
| Prince Valiant                                  | Henry Hathaway     | James Mason, Janet Leigh, Robert Wagner                               | Aventure                   |                                                                                       |
| Princess of the Nile                            | Harmon Jones       | Debra Paget, Jeffrey Hunter, Michael Rennie                           | Film d'aventure historique |                                                                                       |
| Prisoner of War                                 | Andrew Marton      | Ronald Reagan, Steve Forrest, Oscar Homolka                           | Drame de guerre            |                                                                                       |
| Ici brigade criminelle (Private Hell 36)        | Don Siegel         | Ida Lupino, Howard Duff                                               | Drame                      |                                                                                       |
| Pushover                                        | Richard Quine      | Fred MacMurray, Kim Novak, Philip Carey, Dorothy Malone               | Film noir                  |                                                                                       |
| The Raid                                        | Hugo Fregonese     | Van Heflin, Anne Bancroft, Richard Boone, Lee Marvin                  | Western                    |                                                                                       |
| Rear Window                                     | Alfred Hitchcock   | Grace Kelly, James Stewart, Wendell Corey, Raymond Burr               | Suspense                   | 4 nominations aux Oscars                                                              |
| Red Garters                                     | George Marshall    | Rosemary Clooney, Jack Carson, Guy Mitchell, Gene Barry               | Film musical               |                                                                                       |
| Return to Treasure Island                       | Ewald André Dupont | Tab Hunter, Dawn Addams, Porter Hall                                  | Aventure                   |                                                                                       |
| Rhapsody                                        | Charles Vidor      | Elizabeth Taylor, Vittorio Gassman                                    | Drame                      |                                                                                       |
| Ride Clear of Diablo                            | Jesse Hibbs        | Audie Murphy, Dan Duryea, Susan Cabot, Russell Johnson                | Western                    |                                                                                       |
| Riot in Cell Block 11                           | Don Siegel         | Neville Brand, Frank Faylen, Leo Gordon                               | Drame                      |                                                                                       |
| River of No Return                              | Otto Preminger     | Robert Mitchum, Marilyn Monroe, Rory Calhoun                          | Western                    |                                                                                       |
| Les Aventures de Robinson Crusoé                | Luis Buñuel        | Dan O'Herlihy                                                         | Aventure                   | D'après le roman de Daniel Defoe                                                      |
| Rogue Cop                                       | Roy Rowland        | Robert Taylor, George Raft, Janet Leigh                               | Film noir                  |                                                                                       |

## S-Z
| Titre                                  | Réalisateur           | Distribution                                                             | Genre               | Notes                                                                            |
| -------------------------------------- | --------------------- | ------------------------------------------------------------------------ | ------------------- | -------------------------------------------------------------------------------- |
| Sabrina                                | Billy Wilder          | Humphrey Bogart, Audrey Hepburn, William Holden                          | Comédie             | Refait en 1995                                                                   |
| Salt of the Earth                      | Herbert J. Biberman   | Rosaura Revueltas, Will Geer                                             | Drame               |                                                                                  |
| Saskatchewan                           | Raoul Walsh           | Alan Ladd, Shelley Winters, J. Carrol Naish                              | Western             |                                                                                  |
| Satan's Waitin'                        | Friz Freleng          | Looney Tunes                                                             | Animation           |                                                                                  |
| Secret of the Incas                    | Jerry Hopper          | Charlton Heston, Robert Young, Nicole Maurey                             | Film d'aventure     |                                                                                  |
| Seven Brides for Seven Brothers        | Stanley Donen         | Howard Keel, Jane Powell, Russ Tamblyn, Julie Newmar                     | Film musical        | 5 nominations aux Oscars du cinéma                                               |
| Shield for Murder                      | Edmond O'Brien        | Edmond O'Brien, Marla English, John Agar                                 | Film noir           |                                                                                  |
| Silent Raiders                         | Richard Bartlett (en) | Richard Bartlett (en)                                                    | Film de guerre      |                                                                                  |
| The Silver Chalice                     | Victor Saville        | Paul Newman, Virginia Mayo                                               | Drame               |                                                                                  |
| Silver Lode                            | Allan Dwan            | Dan Duryea, John Payne, Lizabeth Scott                                   | Western             |                                                                                  |
| Sitting Bull                           | Sidney Salkow         | Dale Robertson, Mary Murphy                                              | Western             |                                                                                  |
| Smarty Cat                             | Hanna-Barbera         | Tom and Jerry                                                            | Animation           |                                                                                  |
| The Snow Creature (en)                 | W. Lee Wilder         | Paul Langton                                                             | Science-fiction     |                                                                                  |
| Stamp Day for Superman (en)            | Thomas Carr           | George Reeves                                                            | Court métrage       | Film du Trésor américain                                                         |
| A Star Is Born                         | George Cukor          | Judy Garland, James Mason, Charles Bickford, Jack Carson                 | Musical             | Reprise du film de 1937; 6 nominations aux Oscars                                |
| The Student Prince                     | Richard Thorpe        | Ann Blyth, Mario Lanza, Louis Calhern, Edmund Gwenn                      | Film musical        |                                                                                  |
| Suddenly                               | Lewis Allen           | Frank Sinatra, Sterling Hayden, Nancy Gates                              | Drame policier      |                                                                                  |
| Suzanne découche (Susan Slept Here)    | Frank Tashlin         | Dick Powell, Debbie Reynolds, Anne Francis                               | Comédie romantique  |                                                                                  |
| Tanganyika                             | André de Toth         | Van Heflin, Ruth Roman, Howard Duff                                      | Film d'action       |                                                                                  |
| Taza, Son of Cochise                   | Douglas Sirk          | Rock Hudson, Barbara Rush, Rex Reason                                    | Western             |                                                                                  |
| Them!                                  | Gordon Douglas        | James Whitmore, Edmund Gwenn                                             | Science-fiction     |                                                                                  |
| There's No Business Like Show Business | Walter Lang           | Ethel Merman, Donald O'Connor, Marilyn Monroe, Mitzi Gaynor              | Film musical        |                                                                                  |
| Three Coins in the Fountain            | Jean Negulesco        | Clifton Webb, Dorothy McGuire, Jean Peters, Rossano Brazzi               | Drame               |                                                                                  |
| Three Young Texans                     | Henry Levin           | Jeffrey Hunter, Keefe Brasselle, Mitzi Gaynor                            | Western             |                                                                                  |
| Top Banana                             | Alfred E. Green       | Phil Silvers, Rose Marie                                                 | Film musical        |                                                                                  |
| Track of the Cat                       | William Wellman       | Robert Mitchum, Teresa Wright                                            | Aventure            |                                                                                  |
| Trader Tom of the China Seas           | Franklin Adreon       | Harry Lauter, Lyle Talbot                                                | Serial              |                                                                                  |
| Valley of the Kings                    | Robert Pirosh         | Robert Taylor, Eleanor Parker                                            | Aventure            |                                                                                  |
| The Vanishing Prairie                  |                       |                                                                          | Documentaire        | Oscar du meilleur documentaire                                                   |
| Vera Cruz                              | Robert Aldrich        | Gary Cooper, Burt Lancaster, Ernest Borgnine, Cesar Romero, Sara Montiel | Western             |                                                                                  |
| White Christmas                        | Michael Curtiz        | Rosemary Clooney, Bing Crosby, Vera-Ellen, Danny Kaye                    | Film musical        | Chanson titre d'Irving Berlin à l'origine dans le film Holiday Inn sorti en 1942 |
| Witness to Murder                      | Roy Rowland           | Barbara Stanwyck, George Sanders                                         | Suspense            |                                                                                  |
| Woman's World                          | Jean Negulesco        | Clifton Webb, June Allyson, Van Heflin                                   | Drame               |                                                                                  |
| World for Ransom                       | Robert Aldrich        | Dan Duryea, Gene Lockhart                                                | Drame               |                                                                                  |
| Wyoming Renegades                      | Fred F. Sears         | Philip Carey, Gene Evans, Martha Hyer                                    | Western             |                                                                                  |
| Young at Heart                         | Gordon Douglas        | Doris Day, Frank Sinatra                                                 | Film musical, drame |                                                                                  |